# Ellis County (Texas)
Das Ellis County ist ein County im Bundesstaat Texas der Vereinigten Staaten. Das U.S. Census Bureau hat bei der Volkszählung 2020 eine Einwohnerzahl von 192.455 ermittelt. Der Sitz der Countyverwaltung (County Seat) befindet sich in Waxahachie.

## Geographie
Das County liegt nordöstlich des geographischen Zentrums von Texas und etwa 120 km südlich der Grenze zu dem Bundesstaat Oklahoma. Es hat eine Fläche von 2465 Quadratkilometern, wovon 30 Quadratkilometer Wasserfläche sind. Es grenzt im Uhrzeigersinn an folgende Countys: Dallas County, Kaufman County, Henderson County, Navarro County, Hill County und Johnson County.

## Geschichte
Ellis County wurde am 20. Dezember 1849 aus Teilen des Navarro County gebildet. Die Verwaltungsorganisation wurde am 5. August des folgenden Jahres abgeschlossen. Benannt wurde es nach Richard Ellis, der bis 1825 Richter am Supreme Court von Alabama war. Er gehörte zu den Unterzeichnern der Unabhängigkeitserklärung der Republik Texas und war Abgeordneter in ihrem Senat.
120 Bauwerke und Stätten des Countys sind im National Register of Historic Places (NRHP) eingetragen (Stand 18. Mai 2019).

## Demografische Daten

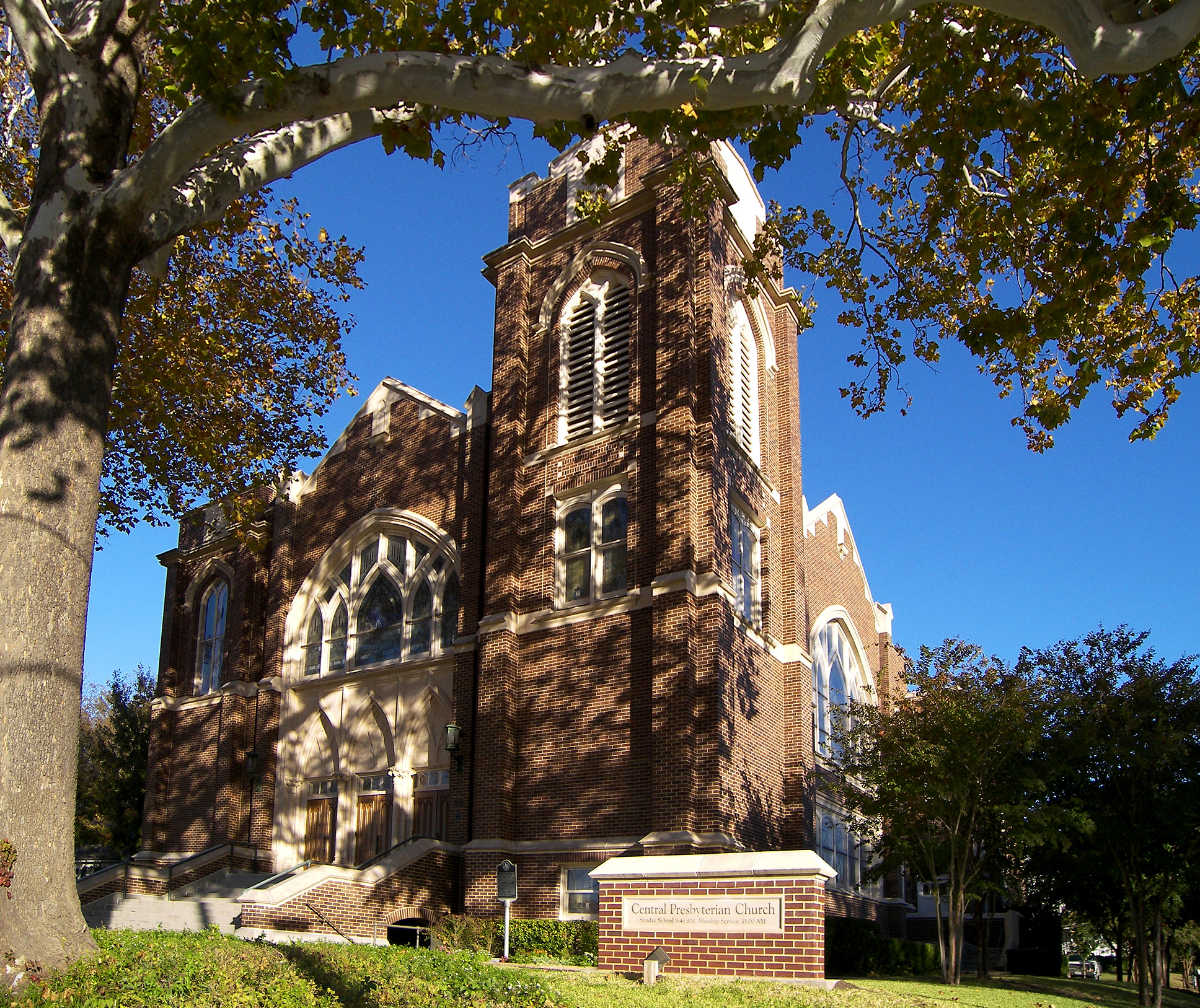
Central Presbyterian Church, gelistet im NRHP mit der Nr. 86002362

Nach der Volkszählung im Jahr 2000 lebten im Ellis County 111.360 Menschen. Davon wohnten 1.933 Personen in Sammelunterkünften, die anderen Einwohner lebten in 37.020 Haushalten und 29.653 Familien. Die Bevölkerungsdichte betrug 46 Einwohner pro Quadratkilometer. Ethnisch betrachtet setzte sich die Bevölkerung zusammen aus 80,63 Prozent Weißen, 8,64 Prozent Afroamerikanern, 0,59 Prozent amerikanischen Ureinwohnern, 0,35 Prozent Asiaten, 0,02 Prozent Bewohnern aus dem pazifischen Inselraum und 7,90 Prozent aus anderen ethnischen Gruppen; 1,86 Prozent stammten von zwei oder mehr ethnischen Gruppen ab. 18,42 Prozent der Einwohner waren spanischer oder lateinamerikanischer Abstammung.
Von den 37.020 Haushalten hatten 42,1 Prozent Kinder oder Jugendliche, die mit ihnen zusammen lebten. 64,8 Prozent waren verheiratete, zusammenlebende Paare, 11,0 Prozent waren allein erziehende Mütter und 19,9 Prozent waren keine Familien. 16,6 Prozent waren Singlehaushalte und in 6,5 Prozent lebten Menschen im Alter von 65 Jahren oder darüber. Die durchschnittliche Haushaltsgröße betrug 2,96 und die durchschnittliche Familiengröße betrug 3,31 Personen.
30,2 Prozent der Bevölkerung war unter 18 Jahre alt, 9,3 Prozent zwischen 18 und 24, 29,8 Prozent zwischen 25 und 44, 21,5 Prozent zwischen 45 und 64 und 9,2 Prozent waren 65 Jahre alt oder älter. Das Medianalter betrug 33 Jahre. Auf 100 weibliche Personen kamen 98,3 männliche Personen und auf 100 Frauen im Alter von 18 Jahren oder darüber kamen 95,4 Männer.
Das jährliche Durchschnittseinkommen eines Haushalts betrug 50.350 USD, das Durchschnittseinkommen einer Familie betrug 55.358 USD. Männer hatten ein Durchschnittseinkommen von 37.613 USD, Frauen 26.612 USD. Das Prokopfeinkommen betrug 20.212 USD. 6,8 Prozent der Familien und 8,6 Prozent der Einwohner lebten unterhalb der Armutsgrenze.

## Orte im County
- Alma
- Alsdorf
- Auburn
- Avalon
- Bardwell
- Bell Branch
- Boyce
- Boz-Bethel
- Bristol
- Britton
- Byrd
- Cedar Hill
- Creechville
- Crisp
- Elva
- Ennis
- Ensign
- Ferris
- Five Points
- Forreston
- Garrett
- Glenn Heights
- Griffith
- Howard
- Ike
- India
- Italy
- Lone Cedar
- Mansfield
- Maypearl
- Midlothian
- Milford
- Mountain Peak
- Nash
- Nena
- Oak Grove
- Oak Leaf
- Onion Creek
- Ovilla
- Palmer
- Pecan Hill
- Rankin
- Reagor Springs
- Red Oak
- Rockett
- Sand Lake
- Sardis
- Sonoma
- Sterrett
- Telico
- Trumbull
- Venus
- Walnut Springs
- Ward
- Waxahachie